# 에른스트 아우구스트 폰 하노버 (1914년)
에른스트 아우구스트 폰 하노버(Prince Ernest Augustus of Hanover, 1914년 3월 18일 ~ 1987년 12월 9일)은 1953년부터 1987년 사망할 때까지 하노버 가문의 수장이었다. 출생부터 독일 11월 혁명까지 그는 독일 제국의 한 주인 브런즈윅 공국의 후계자였다.